# Salomon Gustafsson
Salomon Gustafsson, född 7 maj 1887 i Hakarps socken, död på samma plats 1944, var en svensk godsägare, lantbrukare och politiker för Högerpartiet. Han var bland annat ordförande i kommunalnämnden och kommunalfullmäktige i kommunen, och blev redan vid 25 års ålder ordförande i landskommunens fattigvårdsstyrelse.

## Biografi
Gustafsson föddes 1887 i Hakarps socken som son till riksdagsmannen Karl Johan Alfred Gustafsson och hans fru Augusta Johansdotter. Flera av hans syskon blev likt Gustafsson senare politiskt aktiva, bland annat ministern och partiledaren för Högerpartiet Fritiof Domö samt Gunnar Hakeman, Lennart Gustafsson och Elin Hakeman.
Gustafsson ägde under sitt liv flera gårdar i Hakarps socken. Han ägde först Göransbergs gård, tillsammans med sin fru Lilly Gustafsson. Sedan hans äldre bror Lennart Gustafsson avlidit i spanska sjukan tog han istället 1921 över gården Dalskog.
Gustafsson var politiskt engagerad för Högerpartiet i Hakarps landskommun, liksom flera av hans syskon. Redan vid 25 års ålder blev han ordförande i fattigvårdsstyrelsen. Inom några år blev han även ordförande i kommunalnämnden och efter en tid som vice ordförande i kommunalfullmäktige även ordförande där. Han var även ordförande i taxeringsnämnden, nämndeman, häradsdomare, överförmyndare, ledamot av Jönköpings läns hushållssällskaps förvaltningsutskott, ordförande i Jönköpings läns jordbruksnämnd samt i Tveta härads hushållsgille. Mellan 1935 och 1938 var han även ledamot av Jönköpings läns landsting.
Under depressionsåren i början av 1930-talet drabbades Hakarp av hög arbetslöshet, som förvärrades under andra världskriget. Gustafsson kom genom sina uppdrag att få en stor betydelse i landskommunen för att hantera dessa problemen. Gustafsson avled 1944, 57 år gammal.